# ألياكساندر خاتسكيفيتش
ألياكساندر خاتسكيفيتش (بالأوكرانية: Аляксандр Хацкевіч) هو لاعب كرة قدم سابق ومدرب كرة قدم بيلاروسي ولد في يوم 19 أكتوبر 1973 في مدينة مينسك في بيلاروسيا، يدرب حالياً نادي دينامو كييف وسبق له تدريب منتخب بيلاروسيا لكرة القدم ونادي دينامو مينسك، ولعب مع أندية دينامو مينسك ودينامو كييف و نادي تيانجين تيدا ولعب في مركز الوسط مع منتخب بيلاروسيا لكرة القدم في 38 مباراة دولية.

## روابط خارجية
- ألياكساندر خاتسكيفيتش على موقع الاتحاد الدولي (مؤرشف)  (الإنجليزية)
- ألياكساندر خاتسكيفيتش على موقع اتحاد أوكرانيا (الإنجليزية)
- ألياكساندر خاتسكيفيتش على موقع قاعدة بيانات كرة القدم.إي يو (الإنجليزية)
- ألياكساندر خاتسكيفيتش على موقع ناشيونال فوتبول تيمز (الإنجليزية)
- ألياكساندر خاتسكيفيتش على موقع عالم كرة القدم.نت (الإنجليزية)